# Ultrakurzwellensender

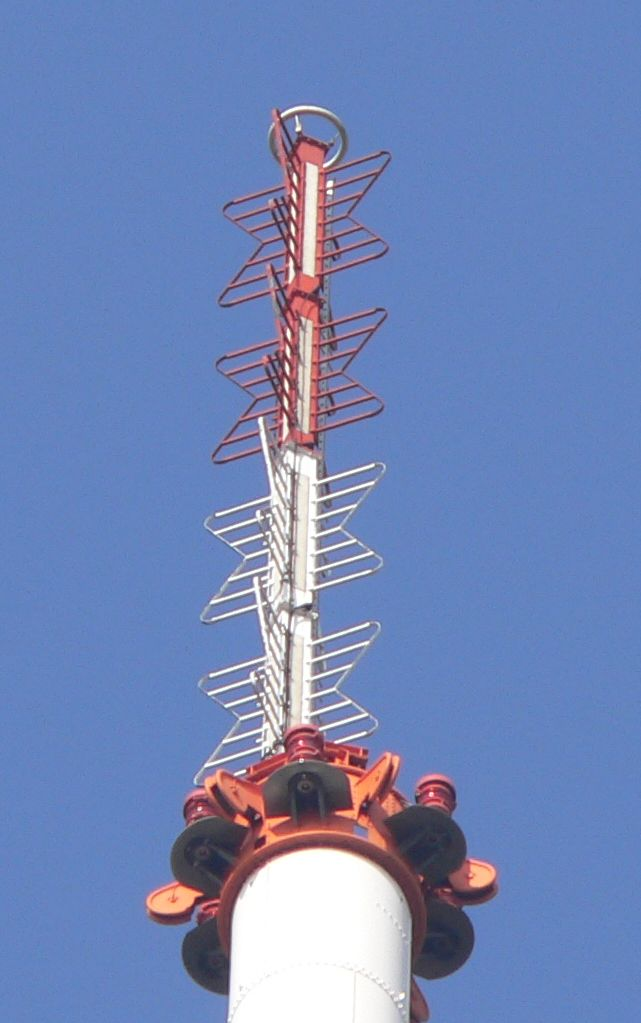
Schmetterlingsantenne für den UKW-Rundfunk (horizontale Polarisation), Sender Mühlacker

Ein Ultrakurzwellensender ist eine Sendeanlage für die Erzeugung von elektromagnetischen Ultrakurzwellen (UKW) mit einer Trägerfrequenz von 30 MHz bis 300 MHz, entsprechend Wellenlängen zwischen zehn Meter und einem Meter. 1925 fand zwischen Jena und Kahla die erste UKW-Übertragung der Welt durch Abraham Esau statt.

## Betrieb
Zur Ausstrahlung von UKW-Rundfunk wird Frequenzmodulation verwendet. Die im europäischen UKW-Rundfunk verwendete Emphasis (Höhenanhebung) beim Senden hat eine Zeitkonstante von 50 µs, woraus sich eine Grenzfrequenz von 3,2 kHz ergibt. In den USA hat „FM radio“ dagegen eine Zeitkonstante von 75 µs.
Als Sendeantennen kommen bei mobilen Anlagen vertikal und bei stationären Anlagen meist horizontal polarisierte Antennen zum Einsatz. Diese können als Dipol, Kreuzdipol, Schlitzstrahler, Schmetterlingsantenne oder Dipolfeld ausgeführt sein.

## Senderecht

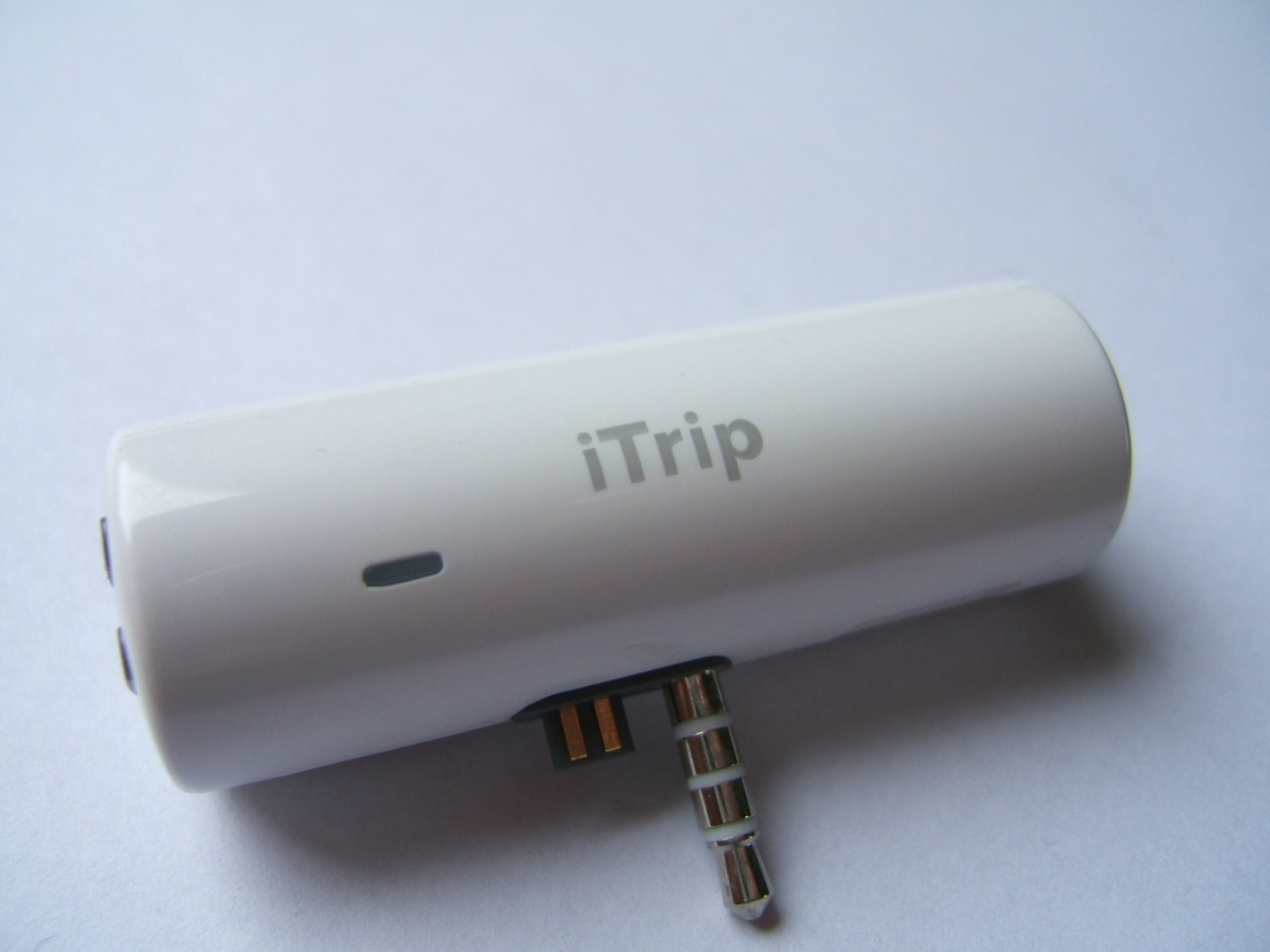
UKW-Minisender für den iPod

Der Betrieb von UKW-Sendeanlagen wird in Deutschland von der Bundesnetzagentur kontrolliert. Mit wenigen Ausnahmen wurden die Sendeanlagen bis 2013 durch den Anbieter Media Broadcast betrieben. Da es zu Streit über Gebührenerhöhungen durch die Media Broadcast gekommen war, sind einige private Lokalradios zu dem Anbieter Uplink Network gewechselt.
Seit Februar 2006 ist in Deutschland der Betrieb von sog. Minisendern (auch: FM-Transmitter) im UKW-Band (Band II) mit kurzer Reichweite von einigen Metern mit bis zu 50 nW ERP für private Zwecke erlaubt, z. B. zur Übertragung der Signale eines MP3-Players zum Autoradio.